# Kuhlia munda
Kuhlia munda és una espècie de peix pertanyent a la família Kuhliidae.

## Descripció
- Pot arribar a fer 13,4 cm de llargària màxima.
- 10 espines i 10-11 radis tous a l'aleta dorsal i 3 espines i 11 radis tous a l'anal.
- És platejat amb l'aleta caudal de color groc.[5][6]

## Hàbitat
És un peix d'aigua dolça i salabrosa, bentopelàgic i de clima tropical.

## Distribució geogràfica
Es troba a Oceania: Fiji, Vanuatu, Nova Caledònia i Queensland (Austràlia).

## Observacions
És inofensiu per als humans.